# Grand Prix na Żużlu 2004
Grand Prix IMŚ na Żużlu 2004 (SGP) – dziesiąty sezon rozstrzygania tytułu najlepszego żużlowca na świecie w formule Grand Prix. W sezonie 2004 22 żużlowców zmaga się o tytuł podczas 9 rund.

## Zasady
Tabela biegowa składała się z 25 wyścigów jak w sezonie Grand Prix 2003: dwa biegi z udziałem rozstawionej ósemki w fazie eliminacyjnej, system knock-out, brak finału pocieszenia. Był to ostatni sezon rozgrywania SGP w tej formie.

### Punkty GP
| 1. – 25 punktów 2. – 20 punktów 3. – 18 punktów 4. – 16 punktów 5. – 13 punktów 6. – 13 punktów 7. – 11 punktów 8. – 11 punktów | 9. – 8 punktów 10. – 8 punktów 11. – 7 punktów 12. – 7 punktów 13. – 6 punktów 14. – 6 punktów 15. – 5 punktów 16. – 5 punktów | 17. – 4 punktów 18. – 4 punktów 19. – 3 punktów 20. – 3 punktów 21. – 2 punktów 22. – 2 punktów 23. – 1 punktów 24. – 1 punktów |

## Zawodnicy
W każdej z eliminacji startowało 24 zawodników (22 stałych uczestników oraz dwóch z dziką kartą):
| - Czołowa dziesiątka z Grand Prix 2003: 1. Nicki Pedersen 2. Jason Crump 3. Tony Rickardsson 4. Leigh Adams 5. Greg Hancock 6. Tomasz Gollob 7 Scott Nicholls 8. Rune Holta 9. Ryan Sullivan 10. Andreas Jonsson - Zawodnicy nominowani (stałe dzikie karty) i z GP Challenge 2003: 11. Mark Loram – stała dzika karta 12. Piotr Protasiewicz – 1. miejsce w GP Challenge 2003 13. Lukáš Dryml – stała dzika karta 14. Mikael Max – stała dzika karta 15. Bjarne Pedersen – 2. miejsce w GP Challenge 2003 16. Lee Richardson – stała dzika karta 17. Hans Andersen – stała dzika karta 18. Bohumil Brhel – 3. miejsce w GP Challenge 2003 19. Kai Laukkanen – 4. miejsce w GP Challenge 2003 20. Aleš Dryml – 5. miejsce w GP Challenge 2003 21. Jesper B. Jensen – 6. miejsce w GP Challenge 2003 22. Jarosław Hampel – stała dzika karta |

## Terminarz i wyniki
Sezon 2004 składał się z 9 rund, które odbyły się w siedmiu krajach (po dwie rundy w Polsce i Szwecji).
| Lp. | Data           | Grand Prix        | Stadion                | Miasto    | Zwycięzca        |        |
| --- | -------------- | ----------------- | ---------------------- | --------- | ---------------- | ------ |
| 1   | 1 maja         | Szwecji           | Stadion Olimpijski     | Sztokholm | Leigh Adams      | Wyniki |
| 2   | 15 maja        | Czech             | Avesta Stadion Markéta | Praga     | Jason Crump      | Wyniki |
| 3   | 29 maja        | Europy            | Stadion Olimpijski     | Wrocław   | Bjarne Pedersen  | Wyniki |
| 4   | 12 czerwca     | Wielkiej Brytanii | Millennium Stadium     | Cardiff   | Greg Hancock     | Wyniki |
| 5   | 26 czerwca     | Danii             | Parken                 | Kopenhaga | Jason Crump      | Wyniki |
| 6   | 21 sierpnia    | Skandynawii       | Ullevi                 | Göteborg  | Hans Andersen    | Wyniki |
| 7   | 4 września     | Słowenii          | Stadion Matije Gubca   | Krško     | Tony Rickardsson | Wyniki |
| 8   | 18 września    | Polski            | Stadion Polonii        | Bydgoszcz | Tomasz Gollob    | Wyniki |
| 9   | 2 października | Norwegii          | Vikingskipet           | Hamar     | Tony Rickardsson | Wyniki |

Klasyfikacja generalna SGP 2004